# Marina Martynova
Marina Iourievna Martynova (Мари́на Ю́рьевна Марты́нова), née le 8 novembre 1952, est une ethnologue russe, anthropologue sociale, docteur en sciences historiques (1996), professeur, scientifique émérite de la fédération de Russie en 2010. Elle a dirigé de 2015 à 2018 l'institut d'ethnologie et d'anthropologie de l'Académie des sciences de Russie.

## Biographie
Maria Martynova est diplômée en 1976 de la faculté d'histoire de l'université d'État de Moscou à la chaire d'ethnographie. En 1981, elle prépare son troisième cycle (aspiratoura) à l'institut d'ethnographie de l'Académie des sciences d'URSS (aujourd'hui institut d'ethnologie et d'anthropologie de l'ASR). Au début elle est chercheuse junior, puis chercheuse, secrétaire scientifique de l'institut, puis à la tête du département d'Europe. En 1983, elle soutient sa thèse de 3e cycle intitulée Les Groupes sous-ethniques de Croates au XIXe siècle. Sa thèse de doctorat d'État est intitulée Aspects ethniques de la crise moderne des Balkans. En l'an 2000, elle est nommée directrice adjointe chargée des sciences. En 2015, elle est élue à l'unanimité à la tête de l'institut.
Elle dirige le centre de recherches européennes et américaines, elle est membre de la direction de l'association des ethnographes et anthropologues de Russie, membre effectif, de l'Académie internationale des sciences sociales et pédagogiques, membre de l'Union internationale des sciences anthropologiques et ethnologiques, membre du conseil d'expertise de la haute commission d'attestation du ministère de l'éducation et des sciences de la fédération de Russie, dans le domaine de l'histoire, elle est présidente de l'université sociale d'État, membre du conseil des thèses de l'institut d'ethnologie et d'anthropologie et de l'académie de diplomatie du ministère des Affaires étrangères de la fédération de Russie.
Marina Martynova est membre du comité de rédaction de plusieurs périodiques dont Revue ethnographique («Этнографическое обозрение»), Recherche en ethnologie appliquée et urgente («Исследования по прикладной и неотложной этнологии»), Glossaire de l'Institut ethnographique de l'Académie serbe des sciences et des arts (Belgrade), l'almanach Ethnodialogues, et corédactrice-en-chef de la revue Le Messager de l'anthropologie («Вестник антропологии»).
Elle s'intéresse particulièrement dans ses recherches à l'ethnologie et à l'histoire des Balkans, aux relations interethniques, à l'éducation multiculturelle, à la politique de jeunesse, aux conflits ethniques, à la culture socionormative, à la communication interculturelle et aux groupes locaux.

## Quelques publications
- Хорваты. Этническая история [ Les Croates ], Moscou, éd. Naouka, 1988.
- Новая этнополитическая карта Балкан [Nouvelle carte ethnopolitique des Balkans], Moscou, éd. institut d'ethnologie et d'anthropologie de l'ASR, 1995 [en coll. avec M.S. Kachouba].
- Балканский кризис: народы и политика. [La Crise balkanique: peuples et politique], Moscou, éd. IEA de l'ASR, 1998.
- Новые славянские диаспоры [Les Nouvelles Diasporas slaves], Moscou, IEA de l'ASR, 1996.
- Этнические проблемы и политика государств Европы [Les Problèmes ethniques et la politique des États d'Europe], Moscou, éd. IEA de l'ASR, 1998.
- Страны и народы. Универсальная энциклопедия для юношества [Pays et Peuples. Encyclopédie universelle pour la jeunesse]. 1re partie: l'Europe, Moscou, éd. Pedagoguika-press, 2000.
- Европа на рубеже третьего тысячелетия: народы и государства [L'Europe au tournant du troisième millénaire: peuples et États], Moscou, éd. IEA de l'ASR, 2000.
- Европа. Библиотека энциклопедий для юношества [L'Europe. Bibliothèque de l'encyclopédie pour la jeunesse], Moscou, éd. Pedagoguika-press, 2001.
- Толерантность и культурная традиция [Tolérance et Culture de la tradition], Moscou, éd. Université russe de l'Amitié des peuples (URAP), 2002.
- В мире жить — с миром жить. Дружба и взаимопонимание в фольклоре народов России. Хрестоматия для учителей, детей и их родителей [Vivre dans le monde - vivre avec le monde. Amitié et compréhension mutuelle dans le folklore des peuples de Russie. Chrestomathie à l'usage des enseignants, des enfants et de leurs parents], Moscou, éd. Université russe de l'Amitié des peuples, 2002. [en coll. avec N.A. Lopoulenko].
- Межкультурный диалог. Лекции по проблемам межэтнического и межконфессионального взаимодействия [Dialogue international. Conférences sur les problèmes d'interaction interethnique et interreligieuse], Moscou, éd. URAP, 2003.
- Межкультурный диалог. Тренинг этнокультурной компетентности [Dialogue interculturel. Formation en compétence ethnoculturelle], Moscou, éd. URAP, 2003.
- Такие разные, а так похожи. Практикум межнационального общения [Si différents, et pourtant si similaires. Stage de communication entre nationalités], Moscou, Bibliothèque de l'Ethnosphère (Библиотека Этносферы), 2003.
- Мир традиций и межкультурное общение. В помощь школьному учителю [Le monde des traditions et de la communication interculturelle. Comment aider le professeur des écoles], Moscou, éd. URAP, 2004.
- Проблемы межнационального согласия и современный образовательный процесс в многонациональном регионе [Problèmes d'harmonie interethnique et processus éducatif moderne dans une région multinationale], Orenbourg, 2004.
- Белорусско-русское пограничье. Этнологическое исследование [Frontière biélorusse-russe. Recherche ethnologique], Moscou, éd. URAP, 2005.
- Меняющаяся Европа. Проблемы этнокультурного взаимодействия [L'Europe en pleine transformation. Problèmes d'interaction ethnoculturelle], Moscou, éd. IEA, de l'ASR, 2006.
- Государственная политика и межнациональные отношения в СФРЮ / Исследования по прикладной и неотложной этнологии [Politique d'État et relations interethniques en RSFY / Études d'ethnologie appliquée et urgente.], Moscou, éd. IEA de l'ASR, 1991. Série B, n° 1. [en coll. avec M.S. Kachouba].
- Этнокультурная ситуация в Беларуси: история, языки, политика / Исследования по прикладной и неотложной этнологии [Situation ethnoculturelle en Biélorussie : histoire, langues, politique / Etudes en ethnologie appliquée et urgente], Moscou, éd. IEA de l'ASR, 1994, n° 60.
- Война на Балканах: истоки и реалии (1991-1994) / Исследования по прикладной и неотложной этнологии [La guerre des Balkans : origines et réalités (1991-1994) / Etudes d'ethnologie appliquée et urgente], Moscou, éd. IEA de l'ASR, 1995, n° 84.
- Национальные меньшинства в странах Восточной Европы в 90-е годы. Поиск мирных решений / Исследования по прикладной и неотложной этнологии [Les minorités nationales en Europe de l'Est dans les années 90. À la recherche de solutions pacifiques / Études en ethnologie appliquée et urgente], Moscou, éd. IEA de l'ASR, 1995, n° 91.
- Калининградская область: современные этнокультурные процессы / Исследования по прикладной и неотложной этнологии [L'oblast de Kaliningrad : Processus ethnoculturels modernes / Recherche en ethnologie appliquée et urgente], Moscou, éd. IEA de l'ASR, 1998, n° 119.
- Сербия-Черногория-Косово: одно государство или три? / Исследования по прикладной и неотложной этнологии [Serbie-Monténégro-Kosovo : un Etat ou trois ? / Recherche en ethnologie appliquée et urgente], Moscou, éd. IEA de l'ASR, n° 185.
- Молодежь Москвы. Адаптация к многокультурности [La Jeunesse de Moscou. L'adaptation au multiculturalisme]. Moscou, éd. URAP, 2007.
- Наша повседневная жизнь. Антропологические исследования ученых России и Сербии [Notre quotidien. Recherches anthropologiques de scientifiques russes et serbes], Moscou, éd. URAP, 2008.
- Традиции и инновации в соционормативной культуре [Traditions et innovations dans la culture socio-normative], Moscou, éd. IEA de l'ASR, 2008.
- Косовский узел: Этнический фактор / Исследования по прикладной и неотложной этнологии [Le Nœud du Kosovo : le facteur ethnique / Etudes en ethnologie appliquée et urgente], Moscou, éd. IEA de l'ASR, 2008. № 2004.
- Молодые москвичи. Кросскультурное исследование [Les Jeunes Moscovites. Recherche interculturelle], Moscou, éd. URAP, 2008. [avec N.M. Lebedeva].
- Этнические процессы и межнациональные отношения. Формирование гражданской солидарности, культуры мира и согласия в московском мегаполисе. М.: Изд. дом «Этносфера», 2008. [отв. ред.].
- Молодежные субкультуры Москвы [La subculture de la jeunesse de Moscou], Moscou, éd. IEA de l'ASR, 2008.
- Особенности поведения и повседневного уклада жизни русских. Информационно-просветительское пособие [Caractéristiques du comportement et de la vie quotidienne des Russes. Manuel d'information et d'éducation], Moscou, éd. Dom Ethnosphera, ОАО «Московские учебники», 2009.
- L'éducation scolaire dans l'adaptation des migrants (modèles étrangers et russes) // Le Messager de la nation russe, 2014, n° 2, pp. 173-195.
- Rôle appliqué de la science fondamentale: recherche de l'Institut d'ethnologie et d'anthropologie de l'Académie russe des sciences au cours de la dernière décennie // Le Messager de l'anthropologie, 2014, n° 1 (27). pp. 147-169.
- (en) Peoples, Identities and Regions. Spain, Russia and the Challenges of the Multi-Ethnic State, Moscou, éd. IEA, de l'ASR, 2015
- Молодежь в малых городах России. Заметки социального антрополога [La jeunesse dans les petites villes de Russie. Note d'anthropologie sociale][3]
- Венгры Воеводины: идентичность в фокусе демографии, политики, культуры [Les Hongrois de Voïvodine: l'identité au centre de la démographie, de la politique et de la culture], Annuaire des études finno-ougriennes, maison d'édition de 'université d'État d'Oudmourtie, Ijevsk, n° 3, pp. 528-540, 2022
- Участие белорусов в формировании Калининградского социума [La Participaltion des Biélorusses dans la formation du socium de Kaliningrad] // Le Messager de l'anthropologie, éd. IEA de l'ASR, Moscou, n° 2, pp. 28-41, 2022[4].